# 烏克蘭除垢政策

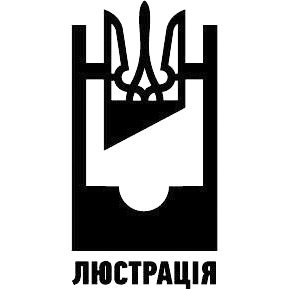
烏克蘭除垢政策委員會的標誌

烏克蘭除垢政策（羅馬化：Liustratsiia）為2014年尊严革命後，彼得·波洛申科政府將前總統維克多·亞努科維奇政府的公務員以及前蘇聯共產黨官僚移出政府的政策。除垢政策一詞原指東歐的前共產國家在蘇聯解體後將蘇共官僚自政府清除的措施。

## 執行

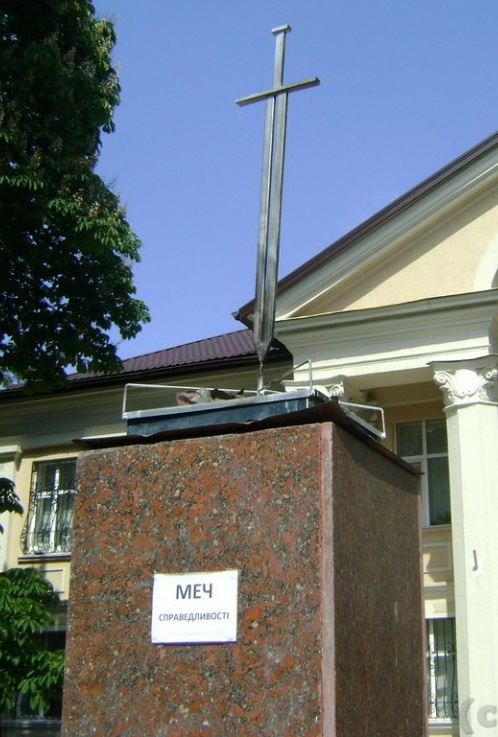
布羅瓦里的「正義之劍」紀念碑，象徵烏克蘭除垢政策與反貪行動

烏克蘭除垢政策旨在將舊政府的官僚移出政府，曾在亞努科維奇政府任職超過一年且未主動辭職的公務員、蘇共高級官員、克格勃或格魯烏的特務與長期僱員、畢業於克格勃學院的人員（技術人員除外）、曾為他國擔任線民者、曾試圖危害烏克蘭國家安全與領土完整者與煽動族群仇恨者將被逐出政府，且5至10年內不得重新在政府任職。經選舉上任者（總統與國會議員等）、憲法法院法官與最高法院法官不受此政策影響。
2014年2月26日，Ehor Sobolev獲新政府任命為除垢政策委員會主席；8月14日國會通過執行除垢政策、審查公務員資格的法案，並於10月16日正式生效，10月的第一波除垢行動即有39名高級官員被免職，截至2015年9月已有700名官員被免職。
2019年新總統弗拉迪米爾·澤倫斯基上任後宣布將除垢政策擴展到彼得·波洛申科政府的官員。

## 批評
烏克蘭總檢察長维塔利·亚雷玛批評國會通過的除垢政策違反該國憲法與國際法，將對國家帶來負面影響；哈爾科夫人權保護組織人員也指除垢政策不合理，且可能嚴重侵犯人權，影響層面過大；欧洲委员会威尼斯委員會於同年12月裁定烏克蘭除垢政策帶有重大瑕疵。